# Burry Port
Burry Port (wal. Porth Tywyn) – miasto w południowo-zachodniej Walii, w hrabstwie Carmarthenshire, położone nad ujściem rzeki Loughor do zatoki Carmarthen, w bezpośrednim sąsiedztwie wsi Pembrey, około 5 km na zachód od Llanelli. W 2011 roku liczyło 6156 mieszkańców.
Miejscowość rozwinęła się w XIX wieku jako port wywozowy węgla. Port otwarty został w 1832 roku, przejmując ruch towarowy obsługiwany wcześniej przez położony około 1 km na zachód port w Pembrey (ten otwarty został w 1819). Okres świetności portu przypadł na drugą połowę XIX wieku. Po I wojnie światowej stopniowo utracił na znaczeniu, aż do całkowitego zaniku ruchu towarowego. Obecnie wykorzystywany jest jako przystań jachtowa oraz baza łodzi rybackich.
W latach 1849–1911 w Burry Port funkcjonowała huta miedzi, a w jej sąsiedztwie od 1853 roku huta ołowiu i srebra. W późniejszych latach ich miejsce zajęły zakłady chemiczne, w których produkowano tlenek cynku. Większa część kompleksu fabrycznego została zburzona do 1953 roku. W mieście działał także zakład produkcji blachy cynowanej (1890–1953), współcześnie w jego miejscu znajduje się zakład spożywczy (produkcja marynat). W latach 1953–1984 działała tu także elektrownia (zburzona 1991/1992).
Znajduje się tu latarnia morska z 1842 roku (nieczynna) oraz baza łodzi ratowniczych RNLI.
W mieście znajduje się stacja kolejowa Pembrey and Burry Port na linii ze Swansea do Carmarthen.